# Іван Шлендик
Іван Шлендик (р. н. невід. — п. 1946) — науковець, громадський діяч у Харбіні (нині місто в Китаї). 
1923 викладав на педагогічних курсах у таборі інтернованих вояків Армії УНР в Каліші, згодом — фізичну хімію в Українському високому педагогічному інституті в Празі (Чехословаччина; 1923—33), де здобув докторат; професор.
У 1930-х рр. приїхав до Харбіна, став там членом Союзу українських емігрантів. 
Один із засновників Української національної колонії в Маньчжурії (травень 1935). Член правління та заступник голови, начальник канцелярії Української національної колонії (1937—39). 
Співредактор часопису «Далекий Схід», на сторінках якого виступав також як публіцист. Дописував до українських видань в Європі під псевдонімом Ткач-Олійник. 
Автор статуту молодіжної організації «Українська Далекосхідна Січ». 
1945, після вступу до Маньчжурії радянських військ, заарештований та вивезений
до СРСР. Проходив по одній справі з Ю.Роєм, М.Самарським, О.Дзигаром.

Страчений.